# Sacra Conversazione
Sacra Conversazione (z wł. Święta rozmowa) – termin funkcjonujący również w formie łacińskiej jako Sacra Conversatio – w nauce o ikonografii chrześcijańskiej wtórnie powstała nazwa tematu obrazów przedstawiających stojącą lub tronującą Matkę Bożą z Dzieciątkiem Jezus w otoczeniu postaci świętych.
Pojawił się w sztuce włoskiej XIV wieku jako hierarchiczna kompozycja reprezentacyjna, w której Matka Boża zajmuje centralne miejsce, a po jej bokach stoją symetrycznie ustawieni święci. Przedstawienie doczekało się licznych wariantów w okresie wczesnego i rozwiniętego renesansu, rozpowszechniło się także w całej Europie jako popularne przedstawienie główne nastaw ołtarzowych. W późniejszym okresie hierarchiczność przedstawienia może być przełamana przez wprowadzenie elementu narracyjnego, kontaktu i rozmowy pomiędzy przedstawionymi postaciami – co jest objawem ewoluowania tej sceny od przedstawienia typu reprezentacyjnego w stronę przedstawienia typu dewocyjnego.
Nazwa Sacra Conversazione może się wywodzić od określenia takich obrazów ze sceną faktycznej rozmowy, może jednak też być nawiązaniem do niebiańskiego obcowania świętych.

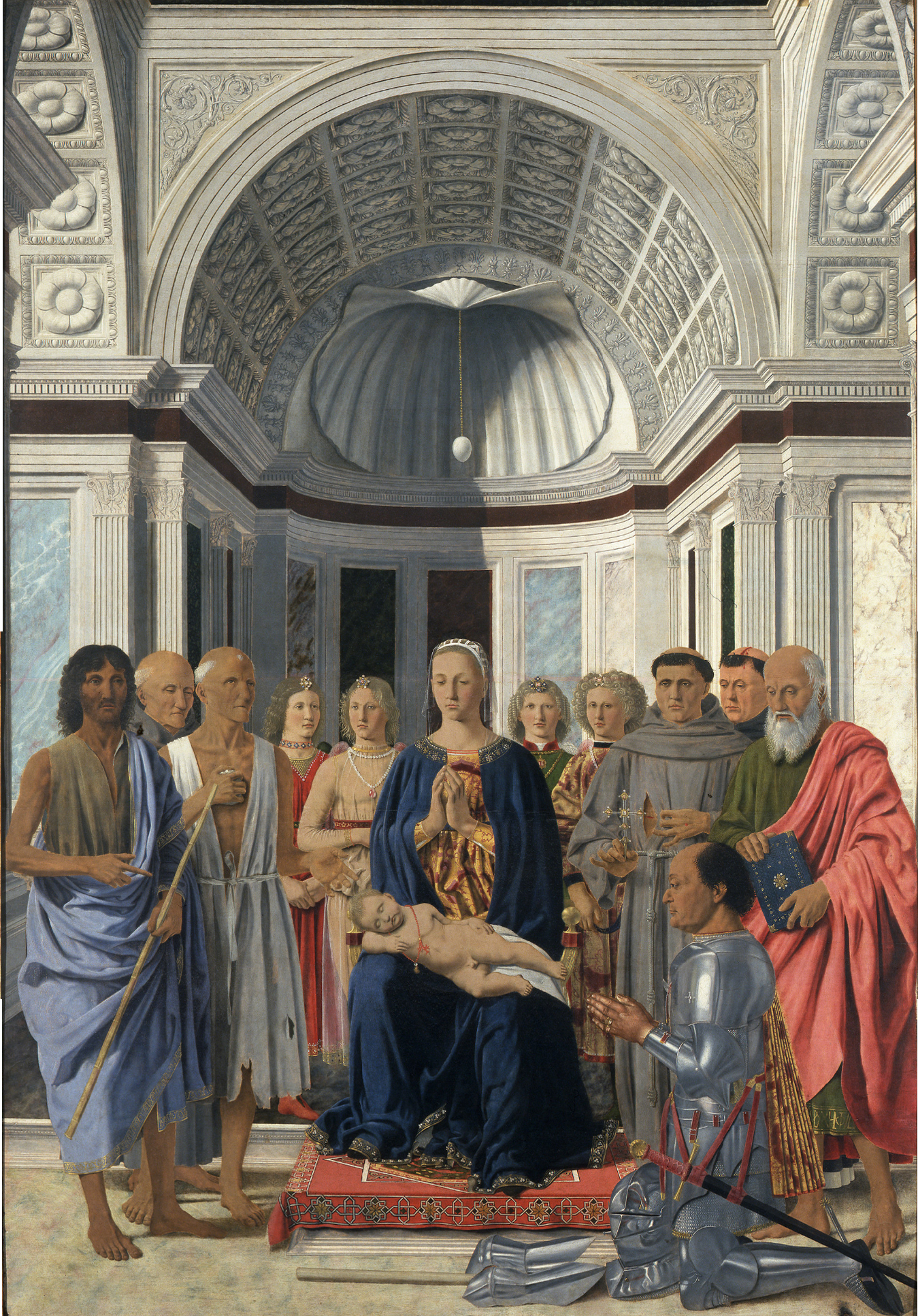
Maryja z dzieciątkiem w otoczeniu świętych, Piero della Francesca, 1474

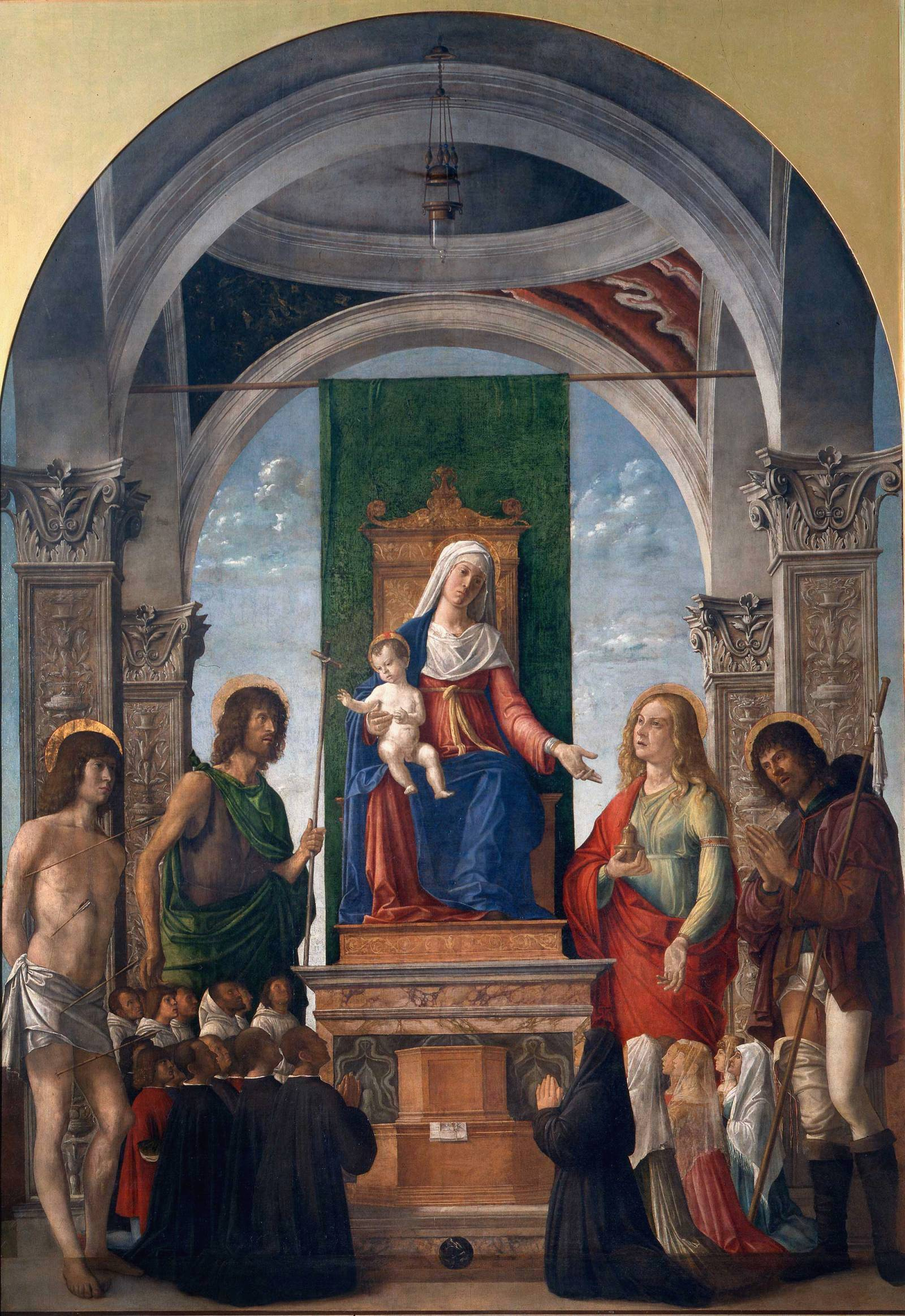
Sacra Conversazione, Giovanni Batista Cima, 1490

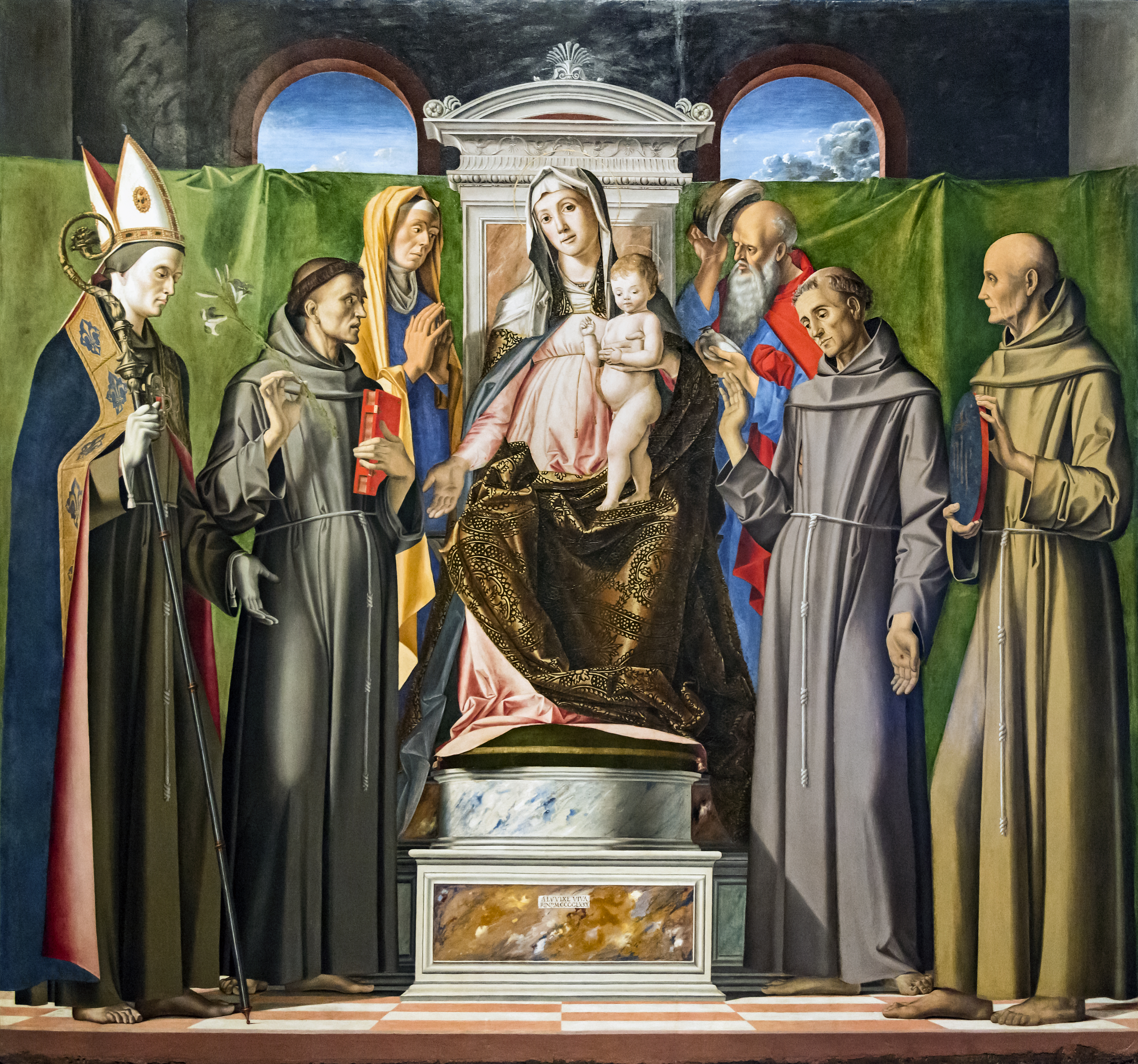
Święta Rozmowa, Alvise Vivarini, 1480

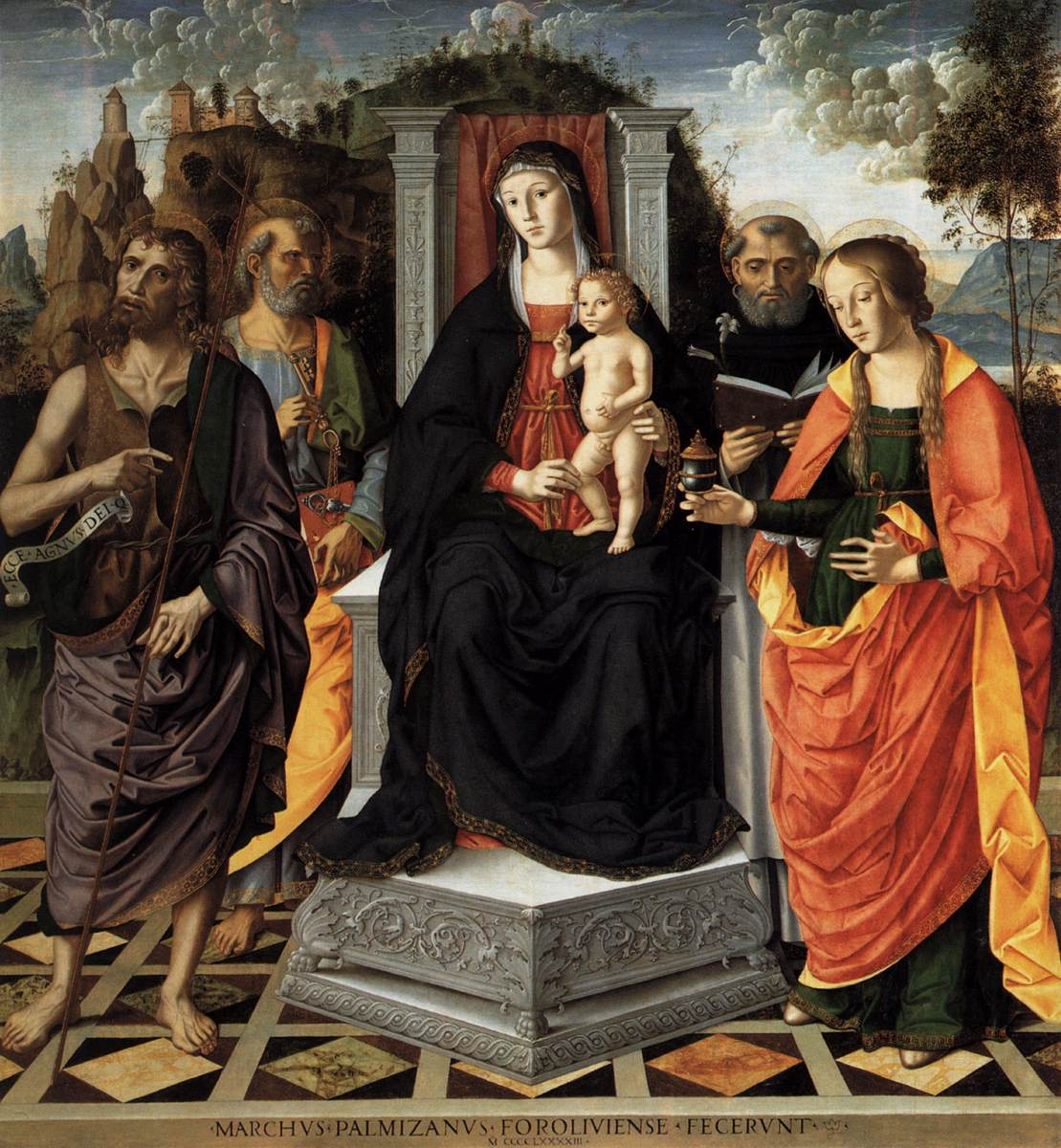
Sacra Conversazione, Marco Palmezzano, 1493

## Przykłady
- Hans Memling, Mistyczne zaślubiny św. Katarzyny,
- Jan van Eyck, Madonna kanonika van der Paele.